# Страбан
Страба́н (англ. Strabane, ирл. an Srath Bán, strəˈbæn, «белая горная долина») — средний город района Страбан, столица района, находящийся в графстве Тирон Северной Ирландии. Разделён рекой Фойл (по которой проходит граница государств) с ирландским городом Лиффордом. Учитывая историческую напряжённость отношений между Великобританией и Ирландией, является наиболее экономически депрессивным городом Северной Ирландии. В 2005 году занимал восьмое место среди самых худших мест для жизни во всей Великобритании, пропал из топ-20 данного рейтинга в 2007 году.
Город-побратим Страбана —  Цойленрода-Трибес.

## Демография
Страбан определяется Northern Ireland Statistics and Research Agency (NISRA) как средний таун (то есть как город с населением от 10000 до 18000 человек).